# Симоновка (Сумская область)
Симоновка (укр. Симонівка) — село,
Великовольмовский сельский совет,
Сумский район,
Сумская область,
Украина.
Код КОАТУУ — 5924782005. Население по переписи 2001 года составляло 197 человек.

## Географическое положение
Село Симоновка находится на автомобильной дороге Н-07, 
примыкает к селу Великие Вильмы.